# Puchar Świata w kombinacji norweskiej 1995/1996
Sezon 1995/1996 Pucharu Świata w kombinacji norweskiej rozpoczął się 6 grudnia 1995 w amerykańskim Steamboat Springs, zaś ostatnie zawody z tego cyklu zaplanowano w norweskim Oslo, 16 marca 1996 roku. 
Zawody odbyły się w 11 krajach: Austrii, Czechach, Finlandii, Francji, Niemczech, Norwegii, Słowacji, Szwecji, Szwajcarii, USA i Włoszech.
Obrońcą Pucharu Świata był Japończyk Kenji Ogiwara. W tym sezonie triumfował Norweg Knut Tore Apeland, który wygrał 3 z 13 zawodów.

## Kalendarz i wyniki
| Lp  | Data             | Miejscowość       | Konkurencja          | 1. miejsce          | 2. miejsce        | 3. miejsce          |
| --- | ---------------- | ----------------- | -------------------- | ------------------- | ----------------- | ------------------- |
| 1.  | 6 grudnia 1995   | Steamboat Springs | Gundersen K88/15 km  | Todd Lodwick        | Bård Jørgen Elden | Marco Zarucchi      |
| 2.  | 16 grudnia 1995  | Sankt Moritz      | Gundersen K95/15 km  | Knut Tore Apeland   | Kenji Ogiwara     | Bjarte Engen Vik    |
| 3.  | 19 grudnia 1995  | Val di Fiemme     | Gundersen K120/15 km | Jari Mantila        | Knut Tore Apeland | Fred Borre Lundberg |
| 4.  | 6 stycznia 1996  | Schonach          | Gundersen K90/15 km  | Fred Borre Lundberg | Kenji Ogiwara     | Knut Tore Apeland   |
| 5.  | 13 stycznia 1996 | Štrbské Pleso     | Gundersen K120/15 km | Kenji Ogiwara       | Jari Mantila      | Knut Tore Apeland   |
| 6.  | 20 stycznia 1996 | Liberec           | Gundersen K120/15 km | Sylvain Guillaume   | Kenji Ogiwara     | Knut Tore Apeland   |
| 7.  | 4 lutego 1996    | Seefeld           | Gundersen K120/15 km | Knut Tore Apeland   | Sylvain Guillaume | Todd Lodwick        |
| 8.  | 10 lutego 1996   | Chaux-Neuve       | Gundersen K120/15 km | Kenji Ogiwara       | Knut Tore Apeland | Halldor Skard       |
| 9.  | 18 lutego 1996   | Murau             | Gundersen K120/15 km | Mario Stecher       | Jari Mantila      | Kōji Takasawa       |
| 10. | 23 lutego 1996   | Trondheim         | Gundersen K120/15 km | Knut Tore Apeland   | Hannu Manninen    | Kenji Ogiwara       |
| 11. | 2 marca 1996     | Lahti             | Gundersen K120/15 km | Bjarte Engen Vik    | Knut Tore Apeland | Hannu Manninen      |
| 12. | 8 marca 1996     | Falun             | Gundersen K120/15 km | Hannu Manninen      | Kenji Ogiwara     | Jari Mantila        |
| 13. | 16 marca 1996    | Oslo              | Gundersen K120/15 km | Bjarte Engen Vik    | Knut Tore Apeland | Halldor Skard       |

## Klasyfikacje
| Lp. | Zawodnik            | Punkty |
| 1.  | Knut Tore Apeland   | 1456   |
| 2.  | Kenji Ogiwara       | 1256   |
| 3.  | Jari Mantila        | 1147   |
| 4.  | Bjarte Engen Vik    | 901    |
| 5.  | Halldor Skard       | 808    |
| 6.  | Sylvain Guillaume   | 799    |
| 7.  | Fred Børre Lundberg | 672    |
| 8.  | Hannu Manninen      | 639    |
| 9.  | Jens Deimel         | 583    |
| 10. | Mario Stecher       | 555    |

| Lp. | Zawodnik          | Punkty |
| 1.  | Norwegia          | 5661   |
| 2.  | Finlandia         | 2742   |
| 3.  | Japonia           | 2436   |
| 4.  | Francja           | 2005   |
| 5.  | Niemcy            | 1794   |
| 6.  | Austria           | 1782   |
| 7.  | Szwajcaria        | 1234   |
| 8.  | Stany Zjednoczone | 991    |
| 9.  | Czechy            | 950    |
| 10. | Włochy            | 570    |